# Cyprinodon ceciliae
Cyprinodon ceciliae és una espècie extinta de peix de la família dels ciprinodòntids i de l'ordre dels ciprinodontiformes. Podien assolir fins a 7 cm de longitud total.
Es trobava a Mèxic.